# Poughkeepsie

Poughkeepsie järnvägsstation

Poughkeepsie är en stad (city) och även en omgivande självständig kommun (town) i Dutchess County i den amerikanska delstaten New York, på östra stranden av Hudsonfloden, 117 km norr om New York, dit järnväg går utmed floden. År 2000 fanns 29 871 invånare i staden och 42 777 i kommunen. Poughkeepsie är administrativ huvudort (county seat) i Dutchess County och räknas till norra delen av New Yorks storstadsregion.
Staden anlades av holländare omkring 1698 och blev stad i administrativ bemärkelse 1854. Staden kännetecknades tidigt av breda, vackra, trädplanterade gator, smakfulla offentliga och enskilda byggnader samt ett stort antal fromma stiftelser och förträffliga undervisningsanstalter, bland annat det fortfarande öster om staden belägna Vassar College, det äldsta och ett av de största universiteten som grundats enbart för kvinnliga studenter. Institutionen grundades 1861 av Matthew Vassar (1791–1868), en rik bryggare i Poughkeepsie.
År 1918 etablerade Carl Edvard Johansson företaget CE Johansson Inc. på orten, för tillverkning och försäljning av sin måttsats.
IBM har en större anläggning i staden, där tillverkades tidigare stordatorer som exempelvis System/360.